# Gerald Asamoah
Gerald Asamoah (født 3. oktober 1978 i Mampong, Ghana) er en tysk fodboldspiller af ghanesisk oprindelse, der spiller som fløjspiller eller angriber hos Schalke 04 II. Han har spillet for klubben siden 2013. Tidligere har han spillet for Hannover 96, samt 11 sæsoner hos storklubben Schalke 04. I sine mange år i Schalke var han blandt andet med til at vinde to tyske pokaltitler samt UEFA Intertoto Cuppen i både 2003 og 2004.

## Landshold
Asamoah står (pr. juni 2010) noteret for 43 kampe og seks mål for Tysklands landshold, som han debuterede for den 29. maj 2001 i en kamp mod Slovakiet. Han har været en del af den tyske trup til både VM 2002 i Sydkorea og Japan, Confederations Cup i 2005 og VM 2006 på hjemmebane i Tyskland.

## Titler
DFB-Pokal
- 2001 og 2002 med Schalke 04

UEFA Intertoto Cup
- 2003 og 2004 med Schalke 04